# FK Dnjapro Mahiljow
FK Dnjapro Mahiljow (hviderussisk: ФК Дняпро Магілёў russisk: Футбольный клуб «Днепр» Могилёв tr. Futbolnij Klub Dnepr Mogiljov) , omtalt som Dnjapro eller Dnepr, er en fodboldklub hjemmehørende i den hviderussiske by Mahiljow. Klubben spiller sine hjemmekampe på Spartak Stadion med plads til 7.350 tilskuere. Klubben spiller i 2021 i Hvideruslands næstbedste liga.

## Historie
Klubben blev oprettet i 1960 og har spillet under forskellige navne:
- Khimik hviderussisk: «Хімік» (1960—1963)
- Spartak hviderussisk: «Спартак» (1963—1973)
- Dnjapro hviderussisk: «Дняпро» (1973—1997)
- Dnajpro-Transmasj hviderussisk: «Дняпро-Трансмаш» (1998—2005)
- Dnjaprohviderussisk: «Дняпро» (2006-2018)

Siden 2019 spilles der under det nuværende navn Dnjapro Mahiljow
Klubben spillede i de fleste år frem til Sovjetunionens opløsning i 1991 i den sovjetiske 3. division.  Fra 1992 har  klubben med få undtagelser spillet i den bedste hviderussiske liga. I 2018 blev klubben nedrykket fra bedste liga og i foråret 2019 blev klubben sammenlagt med FK Pramen Minsk hviderussisk: ФК Прамень Мінск; russisk: Луч (футбольный клуб, Минск) tr. Lutj (futbolnyj klub, Minsk) for på den måde at genskabe et hold i de bedste rækker i byen Mahiljow.

## Titler
- Hviderussiske mesterskaber (1): 1998
- Hviderussiske pokalturnering (0):

Europæisk deltagelse
| Nr | Sæson   | Runde      | Modstander  | Hjemme | Hjemme | Hjemme | Ude | Ude | Ude | V | U | T | Mål | Mål | Mål | P |
| -- | ------- | ---------- | ----------- | ------ | ------ | ------ | --- | --- | --- | - | - | - | --- | --- | --- | - |
| 1  | 1999-00 | 2. kvalif. | AIK Fotboll | 0      | -      | 1      | 0   | -   | 2   | 0 | 0 | 2 | 0   | -   | 3   | 0 |
| -  | -       | -          | Sammenlagt  | 0      | -      | 1      | 0   | -   | 2   | 0 | 0 | 2 | 0   | -   | 3   | 0 |

## Historiske slutplaceringer
| Sæson | Niveau | Liga         | Placering | Kilde |
| ----- | ------ | ------------ | --------- | ----- |
| 2019  | 1.     | Premjer-liha | 14.       | [ 1 ] |
| 2017  | 1.     | Premjer-liha | 12.       |       |
| 2013  | 1.     | Premjer-liha | 10.       |       |
| 2009  | 1.     | Premjer-liha | 3         |       |

## Nuværende trup
Fra september 2021 ifølge klubbens officielle websted .
| Nr. | Land         | Position | Spiller                                       |
| --- | ------------ | -------- | --------------------------------------------- |
| 13  | Hviderusland | MM       | Uladzimir Sjuraw (Уладзімір Жураў)            |
| 27  | Hviderusland | MM       | Artsjom Valadzkow(Арцём Валадзькоў)           |
| 30  | Hviderusland | MM       | Andrej Ihnatovitj (Андрэй Ігнатовіч)          |
| 4   | Hviderusland | FO       | Pavel Markaw (Павел Маркаў)                   |
| 5   | Hviderusland | FO       | Ilja Udodaw (Ілья Удодаў)                     |
| 8   | Hviderusland | FO       | Aleh Tjmyrykaw (Алег Чмырыкаў)                |
| 11  | Hviderusland | FO       | Dzimitryj Tsiaresjtjanka(Дзмітрый Цярэшчанка) |
| 18  | Hviderusland | FO       | Anton Sjepelew (Антон Шэпелеў)                |
| 22  | Hviderusland | FO       | Ilja Baltrusjevitj (Ілья Балтрушэвіч)         |
| 28  | Hviderusland | FO       | Aljaksandr Mikhalenka (Аляксандр Міхаленка)   |
| 7   | Hviderusland | MI       | Aljakssandr Hjamirka (Аляксандр Нямірка)      |
| 9   | Hviderusland | MI       | Ihar Jasinski (Ігар Ясінскі)                  |
| 17  | Hviderusland | MI       | Uladzislaw Kabysjaw (Уладзіслаў Кабышаў)      |

| Nr. | Land         | Position | Spiller                                      |
| --- | ------------ | -------- | -------------------------------------------- |
| 20  | Hviderusland | MI       | Pavel Bardukow (Павел Бардукоў)              |
| 21  | Hviderusland | MI       | Uladzislaw Puninski(Уладзіслаў Пунінскі)     |
| 23  | Hviderusland | MI       | Maksim Rybakow (Максім Рыбакоў)              |
| 29  | Hviderusland | MI       | Andrej Kabysjaw (Андрэй Кабышаў)             |
| 88  | Hviderusland | MI       | Artsjom Fjadzjanin (Арцём Фядзянін)          |
| 91  | Hviderusland | MI       | Ivan Sjostkin (Іван Жосткін)                 |
| 99  | Hviderusland | MI       | Pavel Tsesljukevitj (Павел Цеслюкевіч)       |
| 10  | Hviderusland | AN       | Kiryl Sidarenka (Кірыл Сідарэнка)            |
| 33  | Hviderusland | AN       | Krasimir Kapaw (Красімір Капаў)              |
| 55  | Hviderusland | AN       | Uladzislaw Fjadosaw (Уладзіслаў Фядосаў)     |
| 70  | Hviderusland | AN       | Uladzislaw Mukhamedaw (Уладзіслаў Мухамедаў) |
| 77  | Rusland      | AN       | Murat Khotov (Мурат Хотов)                   |